# Dvalnattskärra
Dvalnattskärra (Phalaenoptilus nuttallii) är en fågel i familjen nattskärror. Fågeln förekommer i västra Nordamerika och norra Mexiko. Dvalnattskärran är veterligen den enda fågelart som kan gå in i dvala.

## Utseende och läten
Dvalnattskärran är med kroppslängden 18–21 cm minst av de nordamerikanska nattskärrorna, med påtagligt kort stjärt och påfallande stort huvud. Fjäderdräkten är liksom hos andra nattskärror gråbrun till gråvit med mörkare band och fläckar, utan några särskilda mönster. Flykten är fladdrig på korta rundade vingar, i glidflykt resta i ett "V". Lätet är en låg och mjuk vissling som i engelsk litteratur återges "poowJEEwup", på håll "poor-will" varifrån arten fått sitt engelska namn. Även grövre stigande "gwep" hörs.

## Utbredning och systematik
Dvalnattskärra placeras som enda art i släktet Phalaenoptilus. Den delas in i fem underarter med följande utbredning:
- Phalaenoptilus nuttallii nuttallii – häckar över merparten av det nordamerikanska utbredningsområdet, från södra British Columbia till västra USA och norra Mexiko; övervintrar så långt söderut som centrala Mexiko
- Phalaenoptilus nuttallii californicus – förekommer från Kalifornien, väster om Sierra Nevada, till norra Baja
- Phalaenoptilus nuttallii hueyi – förekommer vid Coloradoflodens nedre lopp i Kalifornien, i norra Baja och sydvästra Arizona
- Phalaenoptilus nuttallii dickeyi – förekommer i södra Baja Kalifornien, söder om latitud 30°N
- Phalaenoptilus nuttallii adustus – förekommer från allra sydligaste Arizona till centrala Sonora i norra Mexiko.

Vissa urskiljer även underarten centralis, med utbredning i centrala Mexiko.

## Levnadssätt
Fågeln hittas i torrt landskap i öknar, grusslätter, öppen prärie och grässluttningar. Den är nattlevande och sitter då öppet på marken varifrån den gör utfall mot flygande insekter. Arten häckar från slutet av maj till september i norr, mellan mars och augusti i söder. Den lägger troligen två kullar.
Dvalnattskärran är den enda kända fågeln som kan gå in i dvala under längre perioder, därav det svenska namnet. Beteendet har noterats i Kalifornien och New Mexico där den tillbringar större delen av vintern genom att vara inaktiv, dold i stenhögar. Detta beteende har länge varit känt bland den amerikanska ursprungsbefolkningen, där hopifolket kallar den hölchko, "den som sover".

## Status och hot
Arten har ett stort utbredningsområde och en stor population, och tros öka i antal. Utifrån dessa kriterier kategoriserar IUCN arten som livskraftig (LC).

## Namn
Fågelns vetenskapliga artnamn hedrar Thomas Nuttall (1786-1859), engelsk botaniker och ornitolog, periodvis verksam i USA.

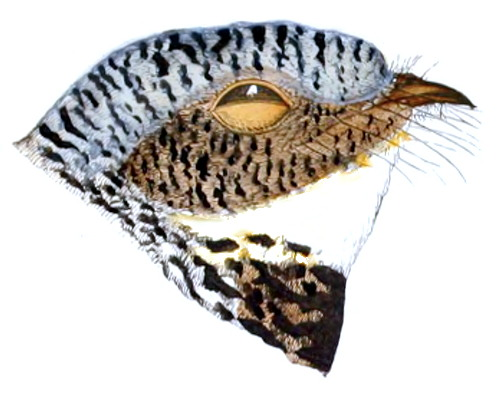